# Minianka
Minianka fou una província de l'Imperi Tuculor. Rebia aquest nom per la població, que eren els miniankes considerats una branca dels mandings (malinkes). Avui dia el nom Minianka s'utilitza a vegades de manera no oficial per designar a la regió de Koutiala.

## Història
Era una província del Regne de Ségou poblada en part per bambares, que el 1892 va refusar sotmetre's a Bodian. El capità Briquelot va anar a la regió amb 22 tiradors per nomenar un nou cap regional favorable; pel camí va saber que la població havia expulsat de Bla a la guarnició que hi tenia Bodian. El capità va arribar a Bla i va restablir la guarnició però fou atacat per un miler de natius armats ajudat pels 300 natius que formaven la guarnició, podent contenir als enemics i retirar-se fins a Ségou; els rebels van tenir un centenar de baixes. Als pocs dies els rebels es van apoderar de Bla (29 de gener).
La revolta va augmentar contínuament tot el febrer. Les tropes de Bodian (400 homes) es van concentrar a Dougassou, i van creuar el riu Bani el 3 de març de 1892 i van marxar contra els rebels que estaven atacant (sense èxit) Diena. Briquelot va organitzar una companyia de tiradors auxiliars de 120 homes i un escamot de 50 cavallers; en aquest moment fou substituït com a resident pel capità Dunoyer, però va restar uns dies a Ségou per posar al corrent al seu successor.
Els peuls del país de Ségou, arruïnats per l'epizoòtia que delmava els seus ramats, van decidir retornar al seu lloc d'origen, el Bakhounou; en nombre de sis mil es van reunir a Boumouti, al Guénié-Kalary.
Fins al moment les hostilitats havien estat molt limitades; l'assassinat del tinent Huillard marcaria el inici de la lluita. Huillard havia estat enviat el gener de 1892 en missió de delimitació de la frontera entre Ségou i Kénédougou (Kenedugu); la revolta del país de Minianka el va obligar a aturar les seves tasques i tornar a Ségou. L'abril semblava haver-hi una situació tranquil·la i va retornar, marxant de Ségou a Souba; l'endemà d'arribar allí fou rodejat per una banda armada i fou ferit de mort. Briquelot va formar un destacament i va anar a la zona on va trobar el cos del tinent i els seus papers; allí va saber que els peuls assetjaven Baroéli; el capità va decidir anar a destruir Boumouti, el centre principal peul; va trobar als enemics a Sanancoto i a Boumouti on els va derrotar però a costa de pèrdues sensibles(5 homes morts, 34 homes i 3 oficials ferits, incloent ell mateix) que el van debilitar tant que no va poder perseguir als peuls; aquests es van reagrupar i es van estendre fins al Níger interceptant les comunicacions entre Koulikoro i Ségou.
L'abril de 1892 el rei Tieba de Kénédougou (Sikasso) va reclamar a França la cessió de Minianka, que no fou atesa.
Mentre les bandes d'al-Hadjdj Bougouini, senyor de Nampala, van creuar el Níger i van amenaçar Koghi; es van aturar a Sanamadougou, vigilant de prop Sansanding ; una part del Kaminiadougou es va revoltar i els macinankes es van aventurar fins a M'Pésoba per incitar a la revolta als habitants de Minianka i al rei Tieba. Bonnier va considerar als peuls com els més perillosos i al front de 180 tiradors i una peça d'artilleria de 4, un morter de 15 i 800 auxiliars de Bodian, va marxar sobre Nonguela on el 28 de maig es va enfrontar a l'enemic que va dispersar després d'un combat sagnant (els francesos van tenir 21 morts i nombrosos ferits; no consten les baixes dels peuls). Bonnier fou ferit però va empaitar als fugitius i el 3 de juny, després d'una etapa forçada de 63 km els va sorprendre al Bagóe, al gué d'Ouo, els va atacar i va matar a uns 100 homes fent nombrosos presoners i capturant també els ramats; la resta van fugir cap al sud. La regió de Guénié-Kalary va quedar pacificada.
El comandant Bonnier es va ocupar tot seguit del Kaminiadougou i de Minianka on els revoltats havien atacat altre cop Diena (sent també rebutjats com abans). Va tornar a Ségou on va formar una columna amb el capità Briquelot, els tinents Szymanski, Marchand i Poittevin de là Frégonnière. El 20 de juny va marxar cap al 
Kaminiadougou.
Augmentats amb cavallers macinankes, els rebels s'havien concentrat a Koïla. El comandant Bonnier va crear la posició militar de Gonocokouta, i dos dies després es va trobar amb els rebels a Koïla; va ocupar la població i va fer fugir als rebels; els macinankes van creuar a la riba esquerra del Níger perseguits pels spahis que van agafar 380 presoners. Bonnier va anar llavors a Sansanding.
El 1893 Archinard fou advertit que Ahmadu de Macina estava incitant la revolta a Minianka i tanmateix a Sansanding i Diafarabé on estaven les canoneres de la flotilla del Níger sota el tinent de vaixell Boiteux). Archinard va marxar llavors sobre la rebel Minianka. Va mobilitzar a les guarnicions de Sansanding i de Bamako que, amb la de Ségou i les seves pròpies tropes formaven una columna important. A finals de març la columna va travessar el riu Bani a Garo, es va unir a Bla amb la companyia Freyss, probablement destacada anteriorment i va arribar a Kentiéri, una de les principals viles rebels, que fou atacada amb artilleria mentre el capità Maillot, al front d'una secció de tiradors va rebutjar bandes rebels per l'esquerra. El coronel va ordenar bombardejar la tata tota la nit esperant evitar un assalt sagnant i finalment la tata fou evacuada pels defensors. Aterrida per aquest exemple, M'Pésoba, el centre de Minianka, es va rendir sense lluita; en endavant totes les poblacions va oferir la rendició incondicional i es va acabar la lluita. Els caps peuls que havien fomentat la revolta foren afusellats en part com a revenja per l'assassinat de l'explorador tinent Huillard.
El 1897 els cercles de Koutiala i San (també anomenat Minianka) foren segregats de Ségou. San fou la capital del cercle de Minianka i el tinent Cottes en fou el primer comandant (1897-1899); el 1899 el cercle de Minianka fou suprimit i agregat al de Koutiala.